# Simon-la-Vineuse
Ancienne commune de la Vendée, la commune de Simon-la-Vineuse a existé de 1828 à 1971. Elle a été créée en 1828 par la fusion des communes de La Vineuse et Le Simon. En 1971 elle a été rattachée à la commune de Sainte-Hermine. 

## L'église Saint-Pierre de Simon-la-Vineuse

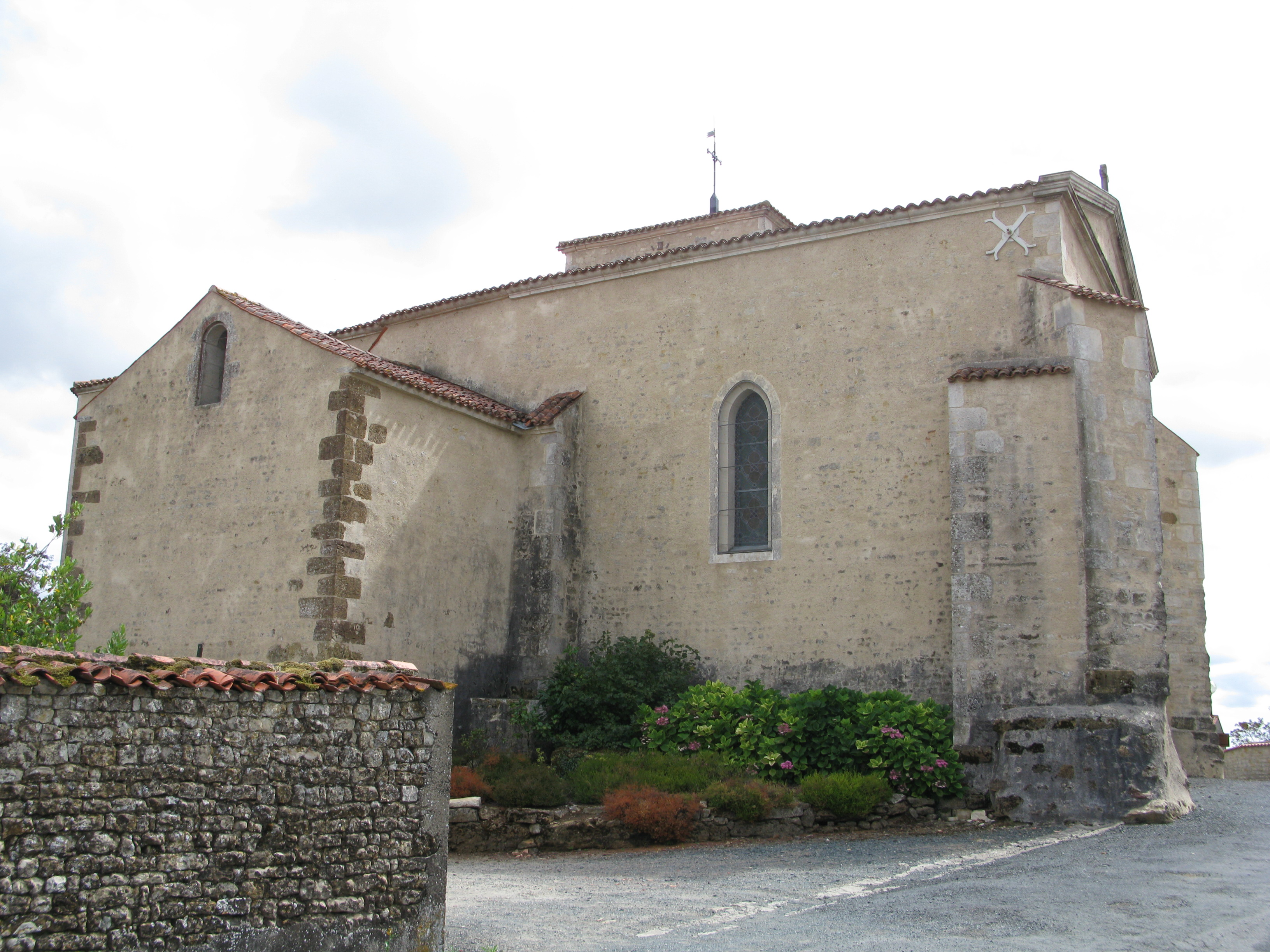
l'église Saint-Pierre de Simon-la-Vineuse

L'église Saint-Pierre de Simon-la-Vineuse est inscrite aux monuments historiques depuis le 26 mars 1990. Le 24 mai 2010 l'église a été fermée au public en raison de la "présence de fissures importantes sur la voûte de l'édifice".

## Liste des maires
| Période                                  | Période | Identité        | Étiquette | Qualité |
| ---------------------------------------- | ------- | --------------- | --------- | ------- |
| 1793                                     | 1796    | Louis Irleau    |           |         |
| 1796                                     | 1801    | Pierre Baranger |           |         |
| 1801                                     | 1810    | Benjamin David  |           |         |
| 1810                                     | 1832    | L.Isleau        |           |         |
| Les données manquantes sont à compléter. |         |                 |           |         |

| Période                                  | Période | Identité                 | Étiquette | Qualité |
| ---------------------------------------- | ------- | ------------------------ | --------- | ------- |
| 1793                                     | 1801    | Charles Rivalland        |           |         |
| 1801                                     | 1811    | Louis François Marchegay |           |         |
| 1811                                     | 1828    | J.Naud                   |           |         |
| 1828                                     | 1832    | Pierre Champaud          |           |         |
| Les données manquantes sont à compléter. |         |                          |           |         |

| Période                                                                               | Période | Identité          | Étiquette | Qualité |
| ------------------------------------------------------------------------------------- | ------- | ----------------- | --------- | ------- |
| 1833                                                                                  | 1842    | Pierre Robin      |           |         |
| 1842                                                                                  | 1848    | Pierre Germain    |           |         |
| 1848                                                                                  | 1863    | Pierre Seguin     |           |         |
| 1863                                                                                  | 1871    | Augustin Pillaud  |           |         |
| 1871                                                                                  | 1888    | Baptiste Champaud |           |         |
| 1888                                                                                  | 1889    | Louis Parenteau   |           |         |
| 1889                                                                                  | 1900    | François Guichard |           |         |
| 1900                                                                                  | 1904    | Alexandre Pillaud |           |         |
| 1904                                                                                  | 1929    | Théodule Guichard |           |         |
| 1929                                                                                  | 1946    | Constant Maindron |           |         |
| 1946                                                                                  | 1953    | Marc Beteau       |           |         |
| 1953                                                                                  | 1971    | Maurice Gandemer  |           |         |
| Les données manquantes sont à compléter.Ulysse GERMAIN - Maire adjoint de 1971 à 1984 |         |                   |           |         |